# Злиття галактик

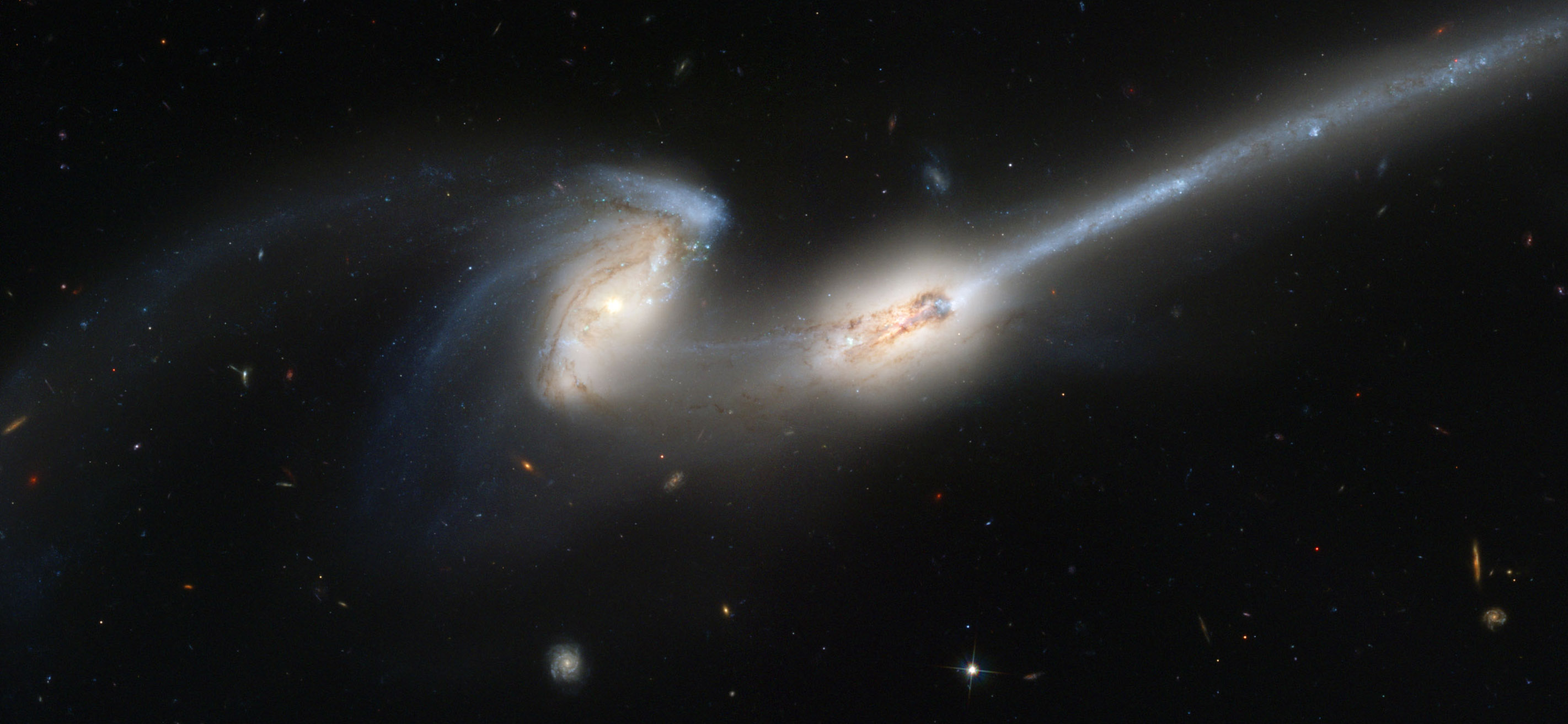
Галактики Миші (NGC 4676 A&B) перебувають у процесі злиття.

Злиття галактик може відбуватися, коли стикаються дві або більше галактик. Вони можуть бути остаточною стадією взаємодії галактик. Гравітаційна взаємодія між галактиками та тертя між їхніми газом і пилом сильно впливають на галактики, але конкретний результат злиття залежить від широкого спектру параметрів, таких як швидкість і кут зіткнення, та відношення розмірів галактик, їхнє багатство газом і т. д. Злиття галактик є важливим фактором еволюції галактик, вони допомагають астрономам побачити, як галактики протягом тривалого часу набули своїх поточних форм і розмірів.

## Опис
Під час злиття гравітація кожної галактики сильно збурює орбіти зір та темної матері в іншій галактиці, так що вони втрачають будь-які сліди своїх попередніх орбіт. Цей процес називається жорсткою релаксацією (violent relaxation). Наприклад, коли стикаються дві дискові галактики, кінетична енергія їхнього впорядкованого руху переходить в кінетичну енергію хаотичного руху зір складними й випадковими орбітами (рух «термалізується»). Галактики з такими орбітами зір є еліптичними.

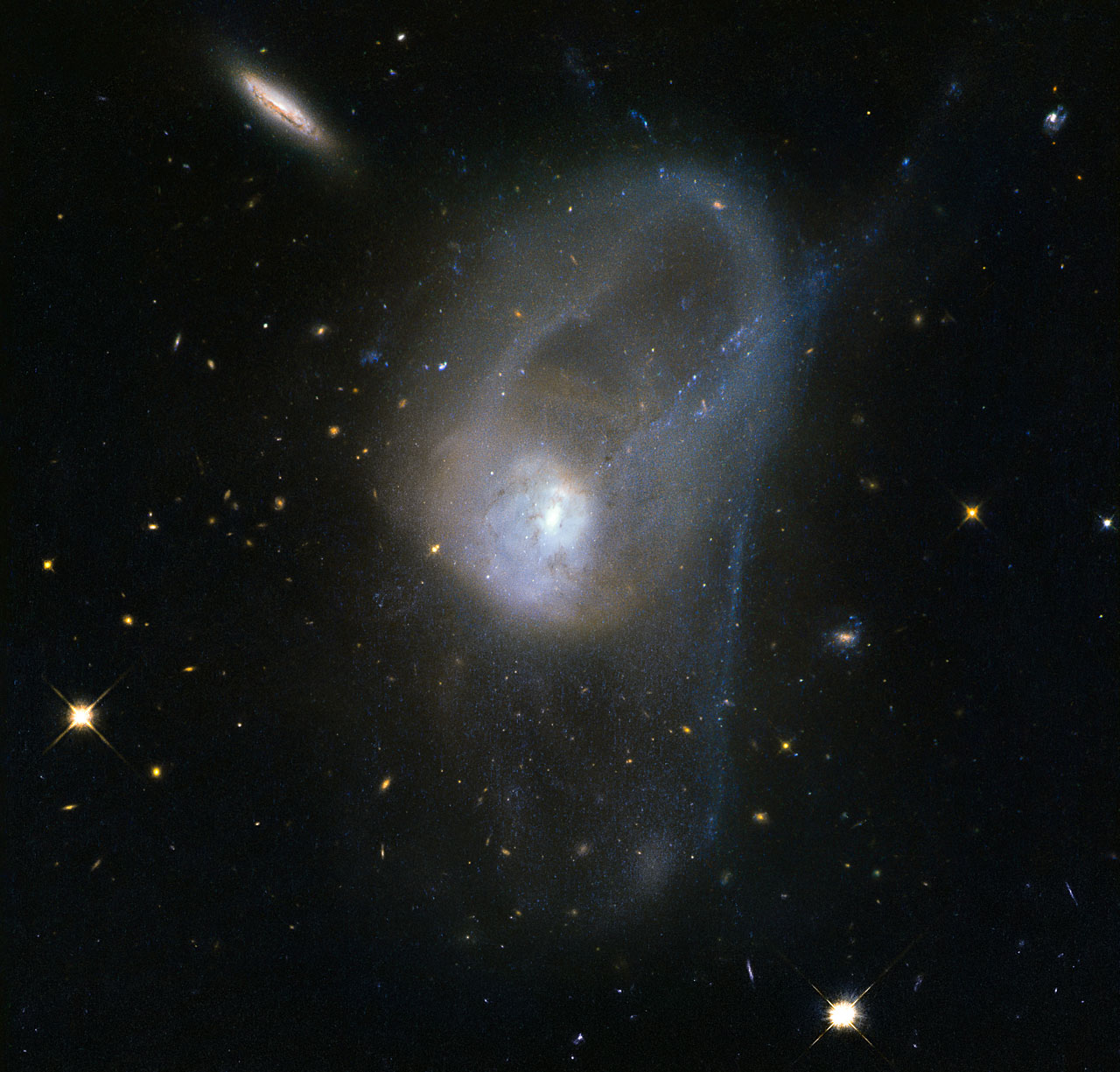
NGC 3921 — взаємодіюча пара дискових галактик на пізніх стадіях свого злиття.

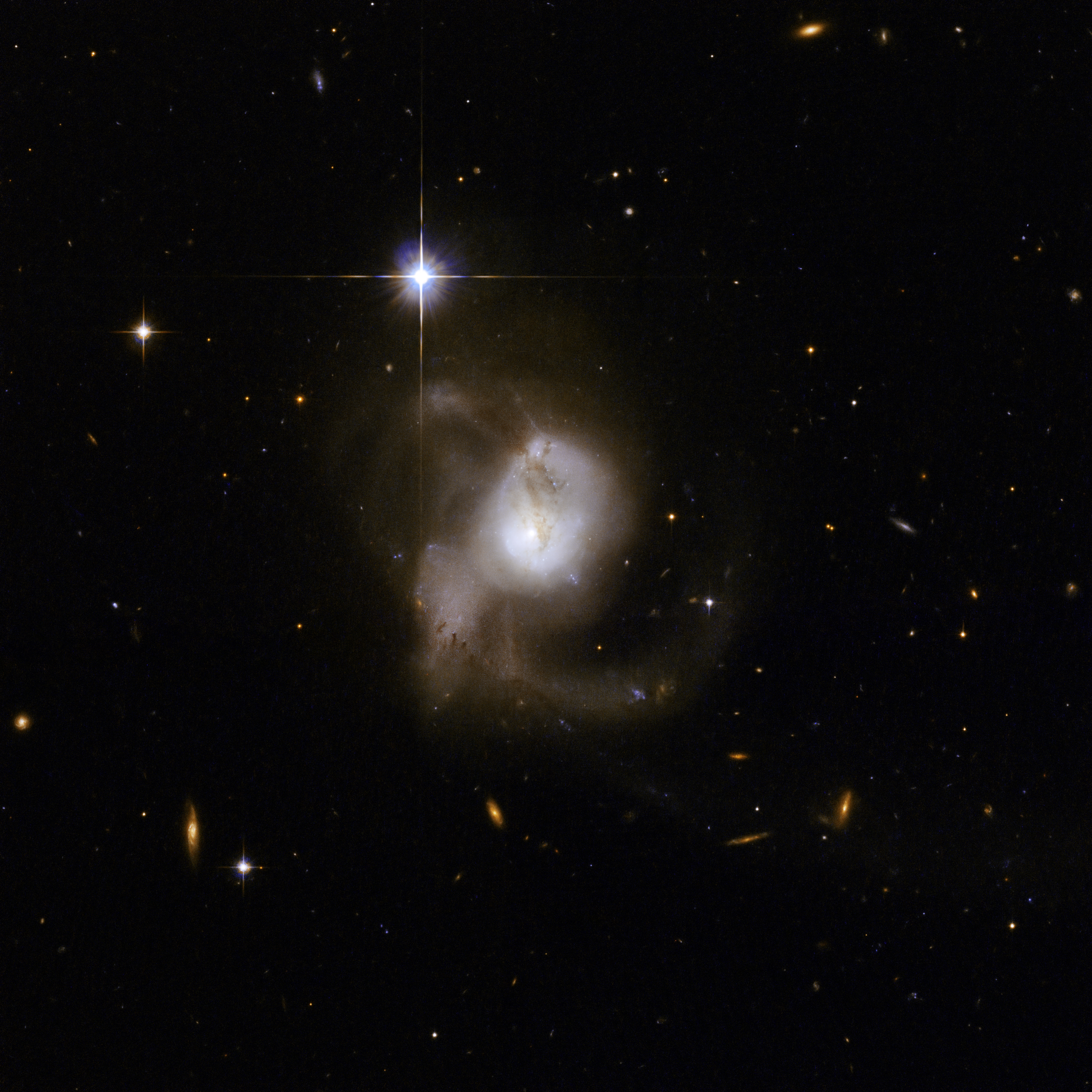
ESO 239-2, пара галактик у сузір'ї Журавель на останніх стадіях злиття, кінцевим результатом якого стане утворення еліптичної галактики.

Злиття галактик може бути місцем екстремального зореутворення. Швидкість зореутворення під час великого злиття може досягати тисячі сонячних мас на рік, хоча значення менше 100 сонячних мас на рік є більш типовими. Це в багато разів перевищує темп зореутворення в нашій Галактиці, близько 2 сонячних мас на рік. Запаси газу в галактиці значною мірою вичерпується на цей спалах зореутворення, і після великого злиття в галактиці залишається мало газу, доступного для подальшого зореутворення, так що далі зоряне населення галактики стає все старішим і червонішим.

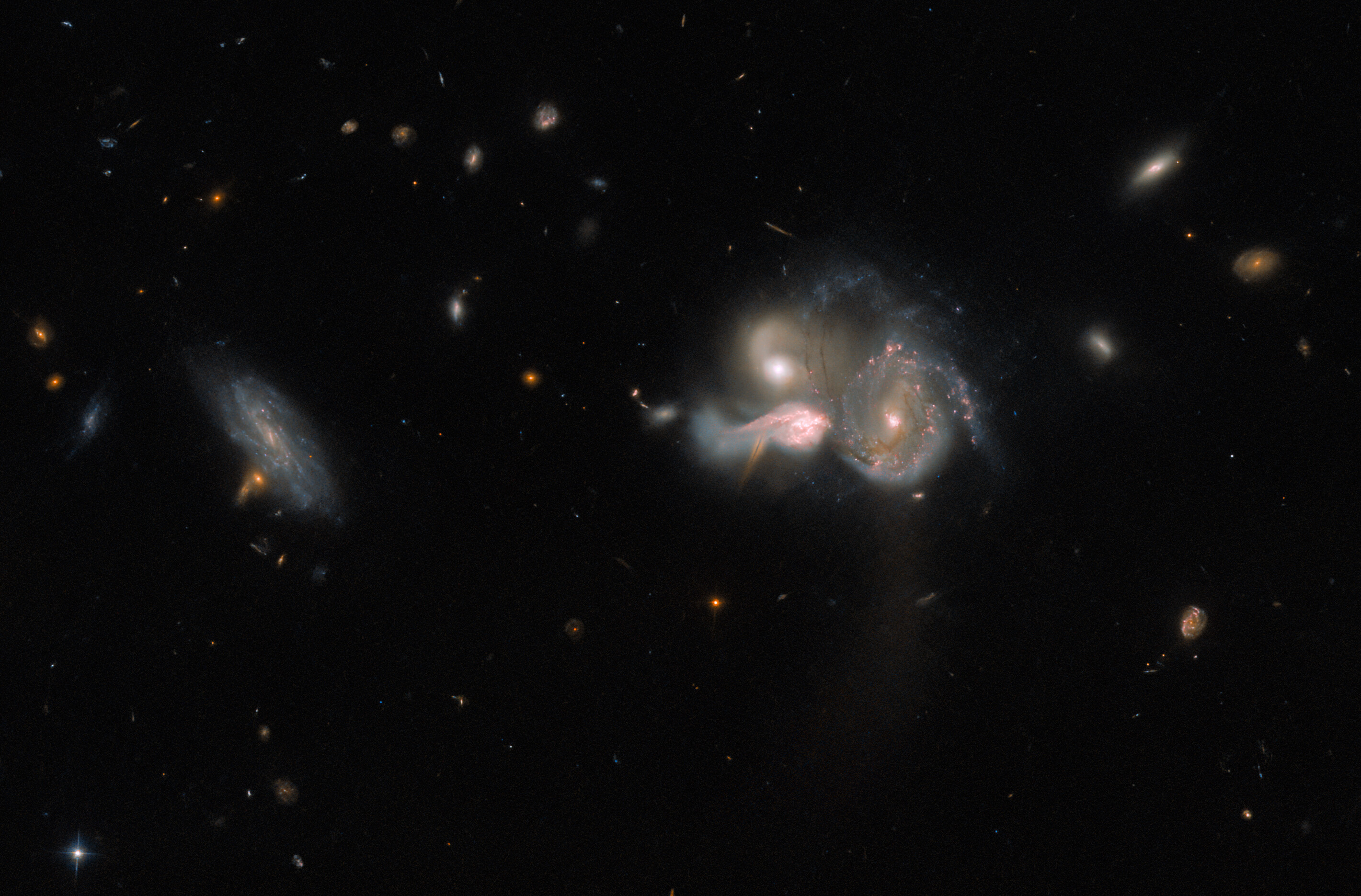
SDSSCGB 10389, тріо галактик, що зливаються в єдиний об'єкт.

Злиття галактик можна моделювати чисельно, беручи до уваги всі гравітаційні сили, а також гідродинаміку міжзоряного газу, утворення зір із газу, а також енергію та масу, що повертаються в міжзоряне середовище надновими.

## Категорії
Злиття галактик класифікують за властивостям галактик, що зливаються, таким як їхня кількість, порівняний розмір і багатство газом.

### За кількістю
Злиття можна класифікувати за кількістю галактик, залучених до процесу:
Подвійне злиття (Binary merger)Зливаються дві галактики.
Кратне злиття (Multiple merger)Зливаються три або більше галактик.

### За розміром
Злиття можна класифікувати за різницею мас залактик:
Мале злиття (Minor merger)Злиття вважається малим, якщо одна з галактик значно більша за іншу. Більша галактика часто «з'їдає» меншу — явище, яке образно називають «галактичним канібалізмом», — поглинаючи більшу частину її газу та зір, але сама майже не змінюється. Вважається, що наша галактика, Чумацький Шлях, наразі таким чином поглинає декілька менших галактик, таких як Карликова галактика Великий Пес та, можливо, Магелланові Хмари. Вважається, що зоряний потік Діви є залишком карликової галактики, яка вже майже повністю злилася з Чумацьким Шляхом.
Велике злиття (Major merger)Злиття двох спіральних галактик приблизно однакового розміру є великим. В залежності від кута і швидкості зіткнення, вони можуть в процесі зіткнення викинути більшу частину пилу та газу за допомогою різноманітних механізмів зворотного зв'язку, таких як активні ядра галактик. Вважається, що великі злиття є джерелом газу для багатьох квазарів. Після великого злиття утворюється еліптична галактика, і багато астрономів припускають, що це основний механізм, який створює еліптичні галактики.
Одне дослідження показало, що великі галактики зливалися одна з одною в середньому один раз за останні 9 мільярдів років. Малі галактики зливалися з великими частіше. Передбачається, що Чумацький Шлях і галактика Андромеди зіткнуться приблизно через 4,5 мільярди років, і результатом цього великого злиття стане об'єднання двох спіральних галактик з упорядкованою структурою на гігантську еліптичну галактику.

### За багатством газом
Злиття можна класифікувати тим, наскільки галактики багаті газом, і наскільки цей газ у результаті злиття буде залучений у спалах зореутворення та активність квазарів:
Мокре злиття (Wet merger)Мокре злиття відбувається між багатими на газ галактиками («блакитними» галактиками). Мокрі злиття, як правило, призводять до спалаху зореутворення, перетворюють дискові галактики на еліптичні галактики та викликають активність квазарів.
Сухе злиття (Dry merger)Злиття бідних на газ галактик («червоних» галактик) називають сухим. Сухі злиття зазвичай не сильно змінюють швидкість зореутворення в галактиках, але можуть відігравати важливу роль у збільшенні їхньої маси.
Вологе злиття (Damp merger)Вологе злиття відбувається, якщо газу достатньо для спалаху зореутворення, але недостатньо для формування кулястих скупчень.
Змішане злиття (Mixed merger)Змішане злиття відбувається, коли зливаються багаті на газ і бідні на газ галактики («блакитні» та «червоні» галактики).

## Дерева злиття
У стандартній космологічній моделі вважають, що будь-яка галактика утворилася шляхом багатьох послідовних злиттів гало темної матерії, при цьому газ охолоджувався й утворював зорі в центрі гало темної матерії. Моделювання дерева злиття цих гало темної матерії та, у свою чергу, відповідного зореутворення спочатку розглядалося або шляхом аналізу чисто гравітаційного моделювання задачі N тіл, або за допомогою чисельних реалізацій статистичних «напіваналітичних» моделей.
У 1992 році на конференції зі спостережної космології в Мілані Рукема, Квін і Петерсон продемонстрували перші дерева злиття гало темної матерії, отримані з космологічного моделювання задачі N тіл. Ці дерева злиття були об'єднані з формулами для швидкості зореутворення та еволюцією зоряної популяції, що дозволило зробити передбачення для функції світності галактик (розподілу галактик за світністю) у різні космологічні епохи. Враховуючи складну динаміку злиття гало темної матерії, фундаментальною проблемою моделювання дерева злиття є визначення того, коли одне гало можна вважати нащадком іншого. Група Роукеми взяла за визначення умову, щоб гало на більш пізньому часовому кроці містило понад 50 % частинок з гало на попередньому кроці: це гарантувало, що кожне гало могло мати не більше одного нащадка. Такий метод моделювання утворення галактик дає змогу швидко обчислити моделі населення галактик і порівняти передбачені властивості галактик зі спостереженнями.
Незалежно один від одного, Лейсі та Коул показали на тій же конференції 1992 року, як вони використали формалізм Пресса-Шехтера в поєднанні з динамічним тертям, щоб методом Монте-Карло промоделювати велику кількість реалізацій дерев злиття гало темної матерії та наступного формування зоряних ядер (галактик) у цих гало. Кауфманн, Уайт і Гідердоні розширили цей підхід у 1993 році, включивши напіваналітичні формули для охолодження газу, зореутворення, повторного нагрівання газу від наднових зір і для гіпотетичного перетворення дискових галактик в еліптичні галактики. І група Кауфманна, і Окамото й Наґасіма згодом застосували підхід до дерева злиття на основі моделювання задачі N тіл.

## Приклади
Деякі з галактик, які знаходяться в процесі злиття або, як вважають, утворилися в результаті злиття:
- Галактики Антени
- Галактики мишей
- Центавр А
- NGC 7318-1 і NGC 7318-2
- Arp 273